# 蔡垂碧
蔡垂碧（1925年—1994年），生於日治台灣台中州大甲郡清水街（今台中市清水區），企業家，為同合企業、華聯船務、安利船務公司與安利資訊公司創辦者。

## 生平
蔡垂碧在年青時離開清水，至基隆從事航運工作。曾至中國廣州開設飯店。後回到台灣，開辦同合企業與華聯船務，從事航運、船務業務為主。曾創辦安利船務公司。陳水扁在擔任律師時，曾為安利船務公司工作。此外，創辦了安利資訊公司，這間公司支持開發了大易輸入法。
在1970年代至1990年代間，蔡垂碧在台北市天母地區購置大量房地產，並遷居此處。在1980年代，曾任北市船務代理公會理監事。
1994年，因胃癌過世。

## 家庭
其妻鄭秀英，育有三男二女。其子蔡綠峰，蔡裕民、蔡裕平，其么女蔡惠媚，與蔣孝武結婚。長子蔡綠峰，繼承家業，同時創辦了紅豆食府。其孫女蔡依珊，與連勝文結婚。
媒體報導，他曾與杜彩菊有婚外情，1985年起同居，生有一子一女。